# Reveil, Boulevard de Clichy
Reveil, Boulevard de Clichy (Nederlands: Ontwaken, Boulevard de Clichy) is een aquarel van de Zweedse kunstschilder Anders Zorn, geschilderd in 1892 te Parijs, 36 x 24 centimeter groot. Het toont een model, mogelijk zijn vrouw Emma, in een bed met weelderige lakens, klaarblijkelijk na het ontwaken. In 2012 werd het kleine werk voor ongeveer 1,7 miljoen euro geveild, nadat het al die tijd eerder slechts eenmaal was geëxposeerd.

## Context
Nadat Zorn tussen 1881 en 1885 al regelmatig in Parijs verbleef, keerde hij er in 1888 terug. Hij betrok er een woning met atelier aan de Boulevard de Clichy nummer 71, tegenover de Moulin Rouge, vlak bij café de Hermitage die als ontmoetingsplaats fungeerde voor de Zweedse kunstenaarskolonie. Carl Larsson schrijft in zijn memoires dat Zorn er zich met opvallend gemak aanpaste aan het lokale artistieke milieu en al snel zakelijk lucratieve vriendschappen sloot met vooraanstaande personen als kunstcriticus Antonin Proust en operazanger-kunstverzamelaar Jean-Baptiste Faure. Via hen verkreeg hij belangrijke opdrachten, vooral voor portretten. Zorn had een voorkeur om zijn modellen in hun natuurlijke eigen omgeving te portretteren, maar hij schilderde ook terplekke in zijn eigen atelier. Deze werken waren vaak niet in opdracht en kenmerkten zich door een grotere artistieke vrijheid. Vaak betrof het experimenten, soms waren ze ook puur bedoeld "voor de verrukking van het oog". Tot die laatste categorie kan ook de kleine aquarel Reveil, Boulevard de Clichy uit 1892 worden gerekend.

## Afbeelding
Reveil is een portret van een model dat ontwaakt in een maagdelijk wit bed. Op basis van een enigszins vage gelijkenis zou het mogelijk Zorns vrouw Emma kunnen zijn, waarmee hij in 1885 was getrouwd en die in die tijd bij hem woonde in Parijs. Het werk is uitgevoerd in waterverf, hetgeen de kunstenaar de mogelijkheid gaf het vlekkeloze wit van haar jurk en de lakens op een welhaast perfecte wijze weer te geven, met alle subtiliteiten van de lichtinval, komend vanuit diverse bronnen, evenwichtig reflecterend, waardoor het bijna lijkt alsof het tafereel zelf licht uitstraalt.
De compositie wordt gekenmerkt door Zorns kenmerkende evenwichtige opbouw. Het ontwerp bestaat uit een beperkt aantal kleuren, hoofdzakelijk wittinten, geconcentreerd rond het donkere haar en de blanke huid van de jonge vrouw. De deels gevouwen witte lakens creëren bijzondere wisselwerkingen tussen licht en schaduw. Het model strekt zich uit naar iets op de voorgrond wat een stuk blauw stof lijkt te zijn, waarmee Zorn zijn werk een opvallend additioneel accent meegeeft. Onmiskenbaar is ook zijn gewoonlijke zin voor sensualiteit.
Reveil is een schoolvoorbeeld van Zorns meesterschap in het aquarelleren en verraadt de invloed van het impressionisme waaraan hij in die tijd blootstond, met name in de losse penseelvoering en in zijn keuze van het voorbijgaande, ongedwongen moment als thema.

## Historie
Kort na voltooiing werd Reveil aangekocht door de Zweedse bankier Louis Fraenckel, waarschijnlijk direct van de kunstenaar. Samen met zijn zus Rosalie bouwde Fraenckel een opmerkelijke kunstcollectie op, die gedurende de gehele twintigste eeuw grotendeels in het bezit van de familie bleef. Slechts eenmaal werd Reveil in die periode tentoongesteld, in 1960, in het Göteborgs konstmuseum. Al die tijd waren er geen goede reproducties beschikbaar en bleef het werk onbekend bij het grote publiek.
In 2012 lieten de erven van Fraenckel Reveil veilen bij het Zweedse veilinghuis Bukowskis. Het trok direct veel aandacht van pers en publiek, die het als een ontdekking onthaalden. De relatief kleine aquarel bracht uiteindelijk zo'n 1,7 miljoen euro op. De nieuwe, niet nader bekende eigenaar stond het werk begin 2014 af voor een grote Zorn-expositie in de Verenigde Staten, "Anders Zorn: Swedens Master Painter", waarvoor het een van de belangrijkste blikvangers werd.